# خانه حاج عباس عسگر
خانه حاج عباس عسگر مربوط به دوره صفوی است و در شهرستان میبد، محله فیروزآباد، جنب مجموعه بابک فیروزآباد واقع شده و این اثر در تاریخ ۱۴ اسفند ۱۳۸۵ با شمارهٔ ثبت ۱۷۸۶۸ به‌عنوان یکی از آثار ملی ایران به ثبت رسیده است.